# Presidencialismo
Presidencialismo é um sistema de governo em que um chefe de governo também é o chefe de Estado e lidera o poder executivo, que é separado do poder legislativo e do poder judiciário. O executivo é eleito e muitas vezes intitulado "presidente" e não é responsável pelo legislativo e não pode, em circunstâncias normais, dissolver o parlamento. O legislador pode ter o direito, em casos extremos, de demitir o executivo, muitas vezes através de um processo de impeachment. No entanto, essas demissões são vistas como tão raras que não contradizem os princípios centrais deste tipo de sistema político, que, em circunstâncias normais, significa que o legislador não pode demitir o executivo.
Os sistemas presidencialistas são vários e diversos, mas seguem algumas características. O executivo pode vetar atos legislativos e, por sua vez, uma maioria de legisladores podem derrubar o veto, o que é derivado da tradição britânica de aprovação real, em que uma lei do Parlamento só pode ser aprovada com o consentimento do monarca. O presidente tem um mandato fixo e as eleições são realizadas em períodos regulares e não podem ser desencadeadas por um voto de confiança ou por outros procedimentos parlamentares. Embora em alguns países haja uma exceção, que prevê a remoção de um presidente que comprovadamente quebrou a lei.
O poder executivo é unipessoal, ou seja, os membros do gabinete são nomeados a critério do presidente e devem realizar as políticas do executivo e do legislativo. Os ministros ou chefes de departamentos executivos não são membros do legislativo. No entanto, os sistemas presidencialistas muitas vezes precisam da aprovação legislativa de indicações do executivo para o gabinete, para o judiciário e para vários postos governamentais inferiores. Um presidente geralmente pode direcionar membros do gabinete, militares, ou qualquer funcionário ou empregado do executivo, mas não pode dirigir ou destituir juízes. O presidente pode, muitas vezes perdoar ou comutar penas de criminosos condenados.
O cargo de presidente não exclusivo de sistemas presidencialistas. Por exemplo, um ditador, que pode ou não ter sido popularmente ou legitimamente eleito, pode ser e muitas vezes chamado de presidente. Da mesma forma, os líderes de Estados unipartidários são frequentemente chamados de presidentes. A maioria das repúblicas parlamentares também têm presidentes, mas esta posição é em grande parte cerimonial; exemplos notáveis incluem Alemanha, Índia, Irlanda, Israel e Itália. O título também é usado em repúblicas parlamentaristas com uma presidência executiva e também em sistemas semipresidenciais.

## Por país

### Brasil
A expressão "presidencialismo de coalizão", criada pelo cientista político Sérgio Henrique Abranches, caracteriza o padrão de governança brasileiro expresso na relação entre os Poderes Executivo e Legislativo. A noção sugere a união de dois elementos - sistema político presidencialista mais a existência de coalizões partidárias.  E, como afirma Abranches: Por ser presidencialismo, esse regime de governança reserva à presidência um papel crítico e central, no equilíbrio, gestão e estabilização da coalizão.

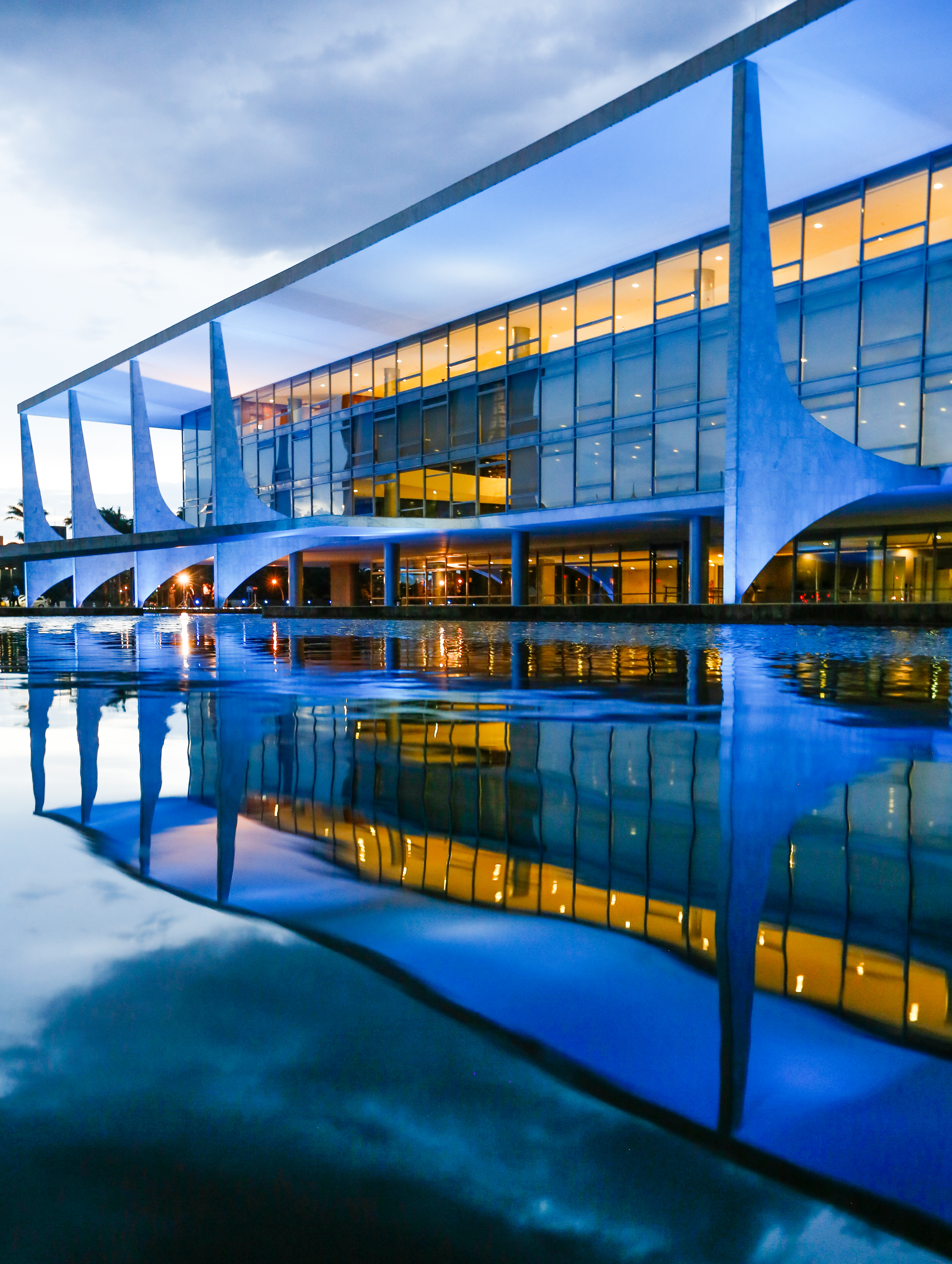
Palácio do Planalto, local de trabalho do Presidente do Brasil

As origens partidárias do presidente e do parlamento são desvinculadas. As eleições parlamentares e presidenciais podem ocorrer em datas diferentes, ou, mesmo quando a eleição é realizada na mesma data, como acontece no Brasil, o eleitor pode optar por eleger um presidente de um partido e um representante parlamentar de outra agremiação. Assim, o presidencialismo difere do parlamentarismo justamente pelas origens distintas dos poderes executivo e legislativo. Ao passo que, no parlamentarismo, o executivo surge da correlação de forças entre os partidos eleitos para o parlamento, no presidencialismo o executivo deriva da eleição direta do presidente pela população.
A coalizão refere-se a acordos entre partidos (normalmente em torno da ocupação de cargos no governo) e alianças (dificilmente em torno de ideias ou programas) entre forças políticas para alcançar determinados objetivos. Na maioria das vezes a coalizão é feita para sustentar um governo, dando-lhe suporte político no legislativo (em primeiro lugar) e influenciando na formulação das políticas (secundariamente).
Em sistemas multipartidários, nos quais há mais do que dois partidos relevantes disputando eleições e ocupando cadeiras no Congresso, dificilmente o partido do presidente terá ampla maioria no Parlamento, para aprovar seus projetos e implementar suas políticas. Assim, alguns partidos - ou muitos, dependendo da conjuntura política - se juntam para formar um consórcio de apoio e sustentação ao chefe de governo. Essa prática é muito comum no sistema parlamentarista, no qual uma coalizão interpartidária disputa as eleições para o parlamento, visando obter a maioria das cadeiras e com isso indicar ("eleger") o primeiro-ministro.
A peculiaridade do sistema político brasileiro deve-se ao fato de conjugar a ideia de pacto interpartidário do parlamentarismo e a eleição direta para o chefe do governo, traço típico do presidencialismo.

### Estados Unidos

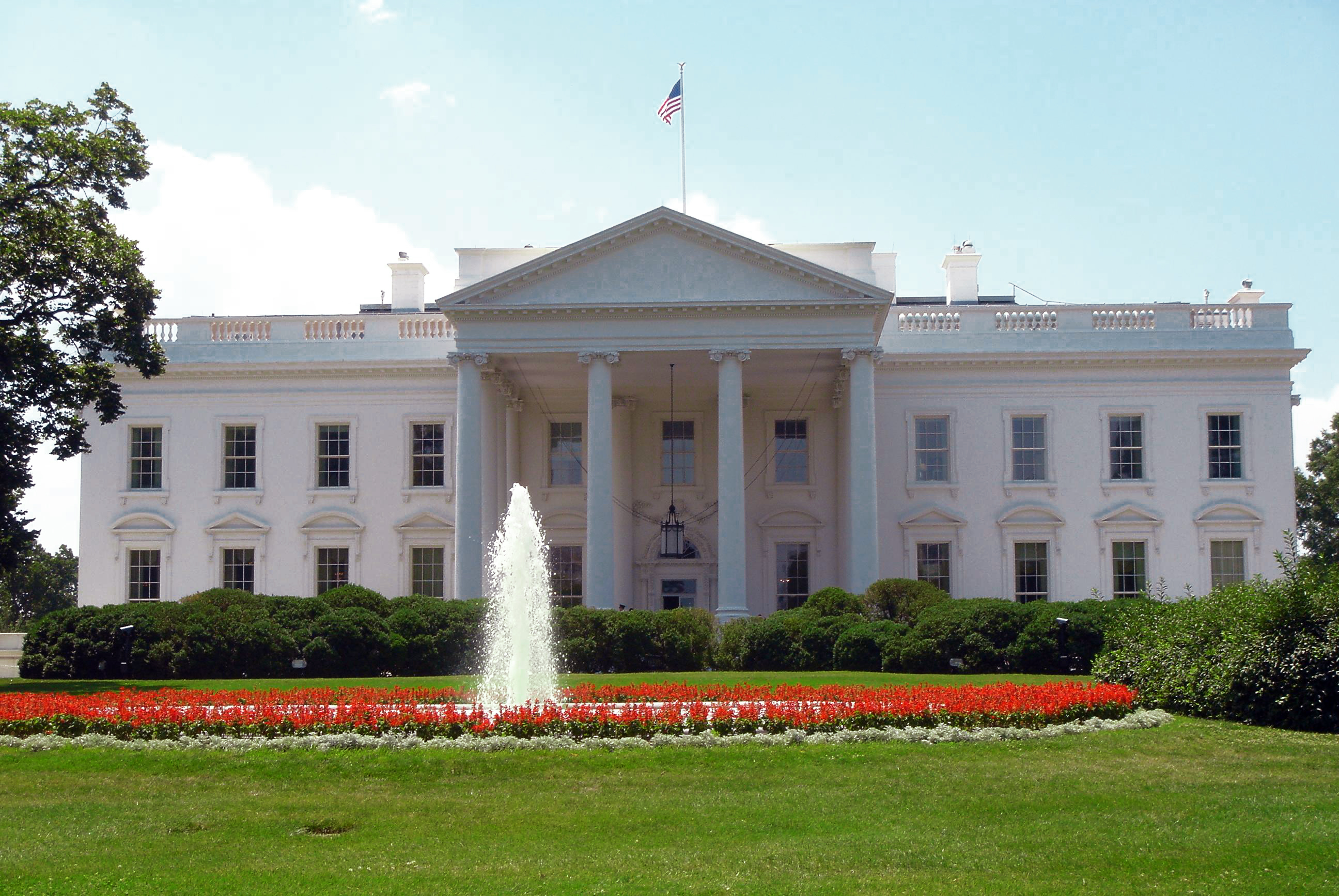
Casa Branca, residência e local de trabalho do Presidente dos Estados Unidos

Nos Estados Unidos, o sistema de governo é, no essencial, composto por: presidente, que acumula as funções de chefe de Estado e de Governo;  Congresso, que detém as funções legislativas e é composto pelo Senado e pela Câmara dos Representantes (em razão da forma de estado federal), e pela Suprema Corte, para as questões judiciais.
De acordo com Jorge Miranda, existe uma interdependência funcional entre os órgãos no sistema presidencialista. Isto de fato acontece, tendo em conta os poderes do presidente, que pode vetar legislação emanada do parlamento ou enviar mensagens com manifestação de vontades. Por outro lado, o presidente tem também o poder de autorizar ou não pedidos de créditos orçamentais e nomeações de altos cargos do Estado.
O parlamento pode demitir o presidente em situações de impeachment. Já o presidente não pode dissolver o Congresso, independentemente de circunstâncias.

## Críticas
Os críticos geralmente apontam três desvantagens principais para os sistemas presidencialistas:
- Tendência ao autoritarismo – o presidencialismo aumenta o risco de conflitos nas eleições, agrava a sua polarização e pode levar ao autoritarismo (Linz).
- Impasse político – a separação de poderes exarcebada de um sistema presidencialista estabelece o presidente e o parlamento como duas estruturas paralelas. Os críticos argumentam que isso pode criar um impasse político indesejável e de longo prazo sempre que o presidente e a maioria parlamentar são de partidos diferentes, o que é comum porque o eleitorado geralmente espera resultados mais rápidos do que aquilo que é possível das novas políticas (Linz, Mainwaring e Shugart). Além disso, isto reduz a responsabilidade ao permitir que o presidente e o poder legislativo transfiram a culpa um para o outro.
- Impedimentos à mudança da liderança – os sistemas presidencialistas costumam dificultar a destituição de um presidente do cargo antes do fim do mandato, por exemplo, após o presidente tomar medidas que se tornaram impopulares.

Uma quarta crítica aplica-se especificamente aos países com um parlamento eleito pelo método de representação proporcional e um presidente. Quando os eleitores são virtualmente todos representados pelos seus votos num resultado proporcional, o presidente é eleito na base do sistema de escrutínio uninominal maioritário em que o vencedor leva tudo ("winner-take-all"). Neste caso dois sistemas eleitorais diferentes passam, portanto, a estar em competição direta, levando a potenciais conflitos que são baseados nas diferenças naturais dos dois sistemas.

### Tendência ao autoritarismo
O cientista político Juan José Linz, da Universidade de Yale, argumenta que:
| “ | O perigo que as eleições presidenciais de soma zero apresentam é agravado pela rigidez do mandato fixo do presidente no cargo. Vencedores e perdedores são bem definidos para todo o período do mandato presidencial... perdedores devem esperar quatro ou cinco anos sem qualquer acesso ao poder executivo e sem poderem contribuir. O jogo de soma zero em regimes presidencialistas aumenta os riscos das eleições presidenciais e agrava inevitavelmente a tensão e a polarização. | ” |

Vários cientistas políticos dizem que os sistemas presidencialistas não são constitucionalmente estáveis e têm dificuldade para sustentar as práticas democráticas, observando que o presidencialismo deslizou para o autoritarismo em muitos dos países em que foi implementado. De acordo com o cientista político Fred W. Riggs, o presidencialismo tem caído no autoritarismo em quase todos os países em que tem sido tentado. O sociólogo político Seymour Martin Lipset aponta para que este tenha ocorrido em culturas políticas não contribuem para a democracia e que as forças armadas tendem a desempenhar um papel proeminente na maioria desses países. A lista das 22 democracias mais antigas do mundo inclui apenas dois países (Costa Rica e Estados Unidos) com sistemas presidencialistas.
A autora Dana D. Nelson em seu livro de 2008 chamado Bad for Democracy vê o gabinete do Presidente dos Estados Unidos como essencialmente antidemocrático e caracteriza o presidencialismo como a adoração ao presidente pelos cidadãos, o que ela acredita que enfraquece a participação cívica.
Um primeiro-ministro, sem o apoio da maioria no legislativo deve ou formar uma coalizão política ou ser capaz de liderar um governo de minoria e governar de uma forma aceitável para, pelo menos, alguns dos partidos da oposição. Mesmo com o governo da maioria, o primeiro-ministro deve ainda governar dentro das restrições, conforme determinado pelos membros de seu partido. Caso contrário, há um grande risco de perder a sua liderança no partido. Assim como seu partido corre o risco de perder a próxima eleição. Por outro lado, uma vez eleito, um presidente pode ser capaz de marginalizar a influência de outros partidos e excluir membros rivais de seu próprio partido, bem como, até mesmo deixar o partido sob o qual foi eleito. Assim, o presidente pode governar sem qualquer apoio do partido até a próxima eleição ou abusar de seu poder para ganhar vários termos, uma situação preocupante para muitos grupos de interesse.

### Impasse político
Vários cientistas políticos falam do "fracasso do presidencialismo" porque a separação de poderes de um sistema presidencial muitas vezes cria um impasse político indesejável de longo prazo e instabilidade sempre que o presidente e a maioria legislativa são de partidos diferentes. Isso é comum porque o eleitorado geralmente espera resultados mais rápidos do que aquilo que é possível das novas políticas e muda para um partido diferente na eleição seguinte. Críticos como Juan José Linz argumentam que esta instabilidade política inerente pode causar o colapso das democracias, como visto em casos como o Brasil e o Chile de Allende.

#### Falta de responsabilidade
Em tais casos de impasse, os críticos dizem que os sistemas presidencialistas não oferecem aos eleitores o tipo de responsabilidade visto nos sistemas parlamentares. É fácil para o presidente ou para o parlamento escapar da culpa transferindo-a um para o outro. Descrevendo os Estados Unidos, o ex-secretário do Tesouro C. Douglas Dillon disse que "o Presidente culpa o Congresso, o Congresso culpa o Presidente e o público continua confuso e desgostoso com o governo em Washington". Anos antes de se tornar presidente, Woodrow Wilson (na época, um crítico feroz do sistema presidencialista de governo dos EUA) escreveu a famosa frase "how is the schoolmaster, the nation, to know which boy needs the whipping?", "tal como o professor da escola, como pode a nação, saber qual é o menino que precisa de açoite?".

### Impedimentos à mudança da liderança
Outro problema atribuído ao presidencialismo é que muitas vezes é difícil destituir um presidente do cargo antes do final do mandato. Mesmo que um presidente seja "provado ser ineficiente, mesmo que se torne impopular, mesmo que a sua política seja inaceitável para a maioria dos seus concidadãos, ele e os seus métodos devem ser tolerados até que chegue o momento de uma nova eleição".
Uma vez que os primeiros-ministros nos sistemas parlamentares e semipresidencialistas devem sempre manter a confiança do poder legislativo, nos casos em que o primeiro-ministro deixa o cargo repentinamente, há pouco sentido em alguém sem uma perspectiva razoável de ganhar a confiança parlamentar tentar assumir o cargo de primeiro-ministro. Isto garante que, sempre que o cargo de primeiro-ministro ficar vago (ou prestes a ficar vago), os parlamentares terão sempre um papel fundamental na determinação do sucessor.
Walter Bagehot criticou o presidencialismo por não permitir a transferência do poder em caso de emergência.
| “ | Segundo uma constituição parlamentar ou semipresidencialista, numa emergência repentina, o povo por meio dos seus representantes do parlamento pode escolher um governante para essa ocasião. É bem possível e até provável que ele não fosse governante antes dessa ocasião. As grandes qualidades, a vontade imperiosa, a energia rápida, a natureza ávida e adequada para uma grande crise não são necessários — são impedimentos — em tempos comuns. Um Lorde Liverpool é melhor na política quotidiana do que um Chatham — um Luís Filipe muito melhor do que um Napoleão. Pela estrutura do mundo, queremos, na ocorrência repentina de uma grande tempestade, mudar o timoneiro — substituir o piloto da calmaria pelo piloto da tempestade. Mas sob um sistema presidencialista, não podemos fazer nada disso. O governo americano autodenomina-se governo do povo supremo; mas numa crise rápida, o momento em que um poder soberano é mais necessário, não podemos encontrar o povo supremo. Temos um congresso eleito por um período determinado, que não pode ser acelerado ou retardado - temos um presidente eleito por um período fixo, e imóvel durante esse período: ...não há elemento elástico... falamos o que queriamos ao nosso governo com antecedência, e quer ele seja o que nós queremos ou não, por lei nós temos de o manter no cargo... | ” |

Finalmente, muitos analistas políticos criticaram os sistemas presidencialistas pela sua alegada lentidão para atender às necessidades dos seus cidadãos. Frequentemente, os pesos e contrapesos tornam a ação difícil. Walter Bagehot disse sobre o sistema presidencialista americano, “o executivo fica paralisado por não conseguir a lei de que precisa, e o legislativo é estragado por ter que agir sem responsabilidade: o executivo torna-se impróprio para o seu nome, uma vez que não pode executar o que decide; o legislador desmoralizado pela liberdade, ao tomar decisões de outrem [e não de si] sofrerá os efeitos”.

## Países presidencialistas
| - Afeganistão - Angola - Argentina - Bielorrússia - Bolívia - Brasil - Cazaquistão - Chile - Chipre - Colômbia - Coreia do Sul | - Costa Rica - El Salvador - Equador - Estados Unidos - Filipinas - Guatemala - Honduras - Indonésia - Irão - Libéria - Malawi | - México - Nicarágua - Nigéria - Panamá - Peru - Quênia - República Dominicana - Ruanda - Seicheles | - Serra Leoa - Sudão - Sudão do Sul - Tajiquistão - Tanzânia - Turquia - Uganda - Uruguai - Venezuela - Zâmbia - Zimbabwe |